# Macrojoppa unicolor
Macrojoppa unicolor là một loài tò vò trong họ Ichneumonidae.